# Réseau européen pour la sensibilisation à l'opéra et à la danse
Le Réseau européen pour la sensibilisation à l'opéra et à la danse (RESEO) est une association internationale sans but lucratif de droit belge fondée en 1996 qui met en relation des organisations et des personnes en Europe qui travaillent à la sensibilisation à l'opéra et à la danse.

## Description
RESEO est une organisation parapluie européenne œuvrant à la sensibilisation à l'opéra et à la danse. Le réseau rassemble des professionnels et des structures d’opéra et de danse de toutes tailles impliquées dans la médiation culturelle.
Le réseau regroupe plusieurs membres différents, des maisons d’opéra, des structures de danse et des membres individuels implantés dans plusieurs pays européens.
Tous les membres partagent un objectif commun, celui d'encourager l’accès des citoyens à l’art lyrique et à la danse, quels que soient leurs âges et leurs milieux.

## Fonctionnement
L’inspiration se nourrit de réflexions et d’idées créatives venues de toute l’Europe. Les changements de perspective sont encouragés par l’échange entre différentes formes artistiques, cultures et disciplines, et améliorent la pratique de la sensibilisation et des activités éducatives.
Pour RESEO, ces échanges favorisent le développement non seulement des publics d’aujourd’hui mais aussi ceux de demain, en assurant à l’opéra et à la danse une place centrale dans une société créative et innovante.
À travers des conférences, de séminaires, de formations professionnelles pratiques ainsi que via des travaux de recherche, des publications, et des projets, RESEO fonctionne comme un forum d’échange et de partage de bonnes pratiques au niveau européen. Les coproductions et les projets développés par les membres sont activement valorisés via la mise en place de groupes de travail spécifiques.
RESEO soutient et représente également le secteur par du lobbying européen et des conseils stratégiques de financements.
RESEO a été financé avec le soutien de la Commission européenne via le Programme Culture de 2008 à 2013.

## Membres
Les organisations lyriques suivantes sont membres du RESEO.
- Victorian Opera (Australie)
- Bregenzer Festspiele (Autriche)
- Landestheater Linz (Autriche)
- La Monnaie (Belgique)
- Vlaamse Opera (Belgique)
- Opéra royal de Wallonie (Belgique)
- Operosa Foundation (Bulgarie)
- Den Jyske Opera (Danemark)
- Operaen i Midten (Danemark)
- Royal Danish Theatre (Danemark)
- Estonian National Opera (Estonie)
- Finnish National Opera (Finlande)
- Cité de la musique (France)
- Compagnie Minute Papillon (France)
- Ensemble Justiniana (France)
- Festival international d'art lyrique d'Aix-en-Provence (France)
- Les Talens Lyriques (France)
- Opéra de Dijon (France)
- Opéra de Lille (France)
- Opéra de Massy (France)
- Opéra de Rouen (France)
- Opéra national de Bordeaux (France)
- Opéra national de Lyon (France)
- Opéra national de Lorraine (France)
- Opéra national de Paris (France)
- Opéra national du Rhin (France)
- Opéra Orchestre national Montpellier (France)
- Orchestre national d'Île-de-France (France)
- Théâtre du Châtelet (France)
- Théâtre du Capitole de Toulouse (France)
- Badisches Staatstheater Karlsruhe (Allemagne)
- Deutsche Oper am Rhein (Allemagne)
- Junge Opr Stuttgart (Allemagne)
- Komische Oper Berlin (Allemagne)
- Sommer Oper Bamberg (Allemagne)
- Staatsoper Berlin (Allemagne)
- Opera Theatre Company (Irlande)
- As.Li.Co. (Italie)
- Associazione Musicale Tito Gobbi (Italie)
- Fondazione Teatro Comunale di Modena (Italie)
- Venti Lucenti (Italie)
- De Nederlandse Opera/Het Nationale Ballet (Pays-Bas)
- Holland Opera (Pays-Bas)
- Bergen Nasjonale Opera (Norvège)
- Den Norske Opera and Ballett (Norvège)
- Teatr Wielki - Polish National Opera (Pologne)
- Casa de Musica (Portugal)
- Companhia de Musica Theatral (Portugal)
- Moscow Children's Musical Theatre (Russie)
- Star World (Russie)
- Gran Teatre Del Liceu (Espagne)
- Teatro de la Zarzuela (Espagne)
- Teatro Real (Espagne)
- Göteborgsoperan (Suède)
- Kungliga Opera (Suède)
- Malmö Opera (Suède)
- Norrlandsoperan (Suède)
- Vadstena-Akademien (Suède)
- Jeune Opéra Compagnie (Suisse)
- Opéra-Théâtre (Suisse)
- English National Opera (Royaume-Uni)
- Glyndebourne (Royaume-Uni)
- Opera North (Royaume-Uni)
- Royal Opera House (Royaume-Uni)
- Scottish Opera (Royaume-Uni)
- Welsh National Opera (Royaume-Uni)

## Partenariats
Afin d'enrichir son travail de sensibilisation en art, le RESEO travaille en synergie avec un certain nombre d'organisations.
- RESEO adhère depuis 2005 à Culture Action Europe[9], l’association qui met en relation les acteurs culturels qui veulent faire de la culture un des éléments centraux du projet européen.
- Opera Europa[10] et RESEO mettent régulièrement en place des initiatives conjointes. On y trouve notamment le Forum Européen de l’Opéra[11] et les Journées européennes de l'opéra[12],[13].
- La Réunion des opéras de France et RESEO travaillent de pair sur les Journées européennes de l'opéra (en France : Tous à l'Opéra)[14],[15].